# سن تئودورو
سن تئودورو (به ایتالیایی: San Teodoro) یک کومونه در ایتالیا است که در استان البیا تمپیو واقع شده‌است.

## خصوصیات
سن تئودورو ۱۰۴٫۸ کیلومترمربع مساحت و ۳٬۵۶۵ نفر جمعیت دارد.